# Pine Grove (Waszyngton)
Pine Grove – jednostka osadnicza w Stanach Zjednoczonych, w stanie Waszyngton, w hrabstwie Ferry.